# Velká páteční mešita
Velká páteční mešita (krymskou tatarštinou:Büyük Cuma Camisi) je největší mešita na Krymu, která byla stavěna od roku 2015. Podle plánů měla být dokončena 21. dubna 2020, stalo se tak o rok později. Předtím se krymští Tataři snažili získat 20 let povolení, aby mohli vybudovat mešitu právě na tomto místě. Několikrát však byla jejich žádost zamítnuta tehdejšími představiteli Krymu.